# Ligne F du métro de Buenos Aires

Plan du réseau prévisionnel - En grenat : la ligne F

Pour les articles homonymes, voir Ligne F.
La Línea F ou Ligne  est une des lignes en projet du métro de Buenos Aires, dont le tracé relierait la Plaza Italia, dans le quartier de Palermo, au quartier de Barracas, dans le sud de la ville. Sa longueur sera de 10,8 km (16 stations), dont 8,6 pour la première étape de 13 stations. Il a été annoncé que la ligne serait sans conducteur.

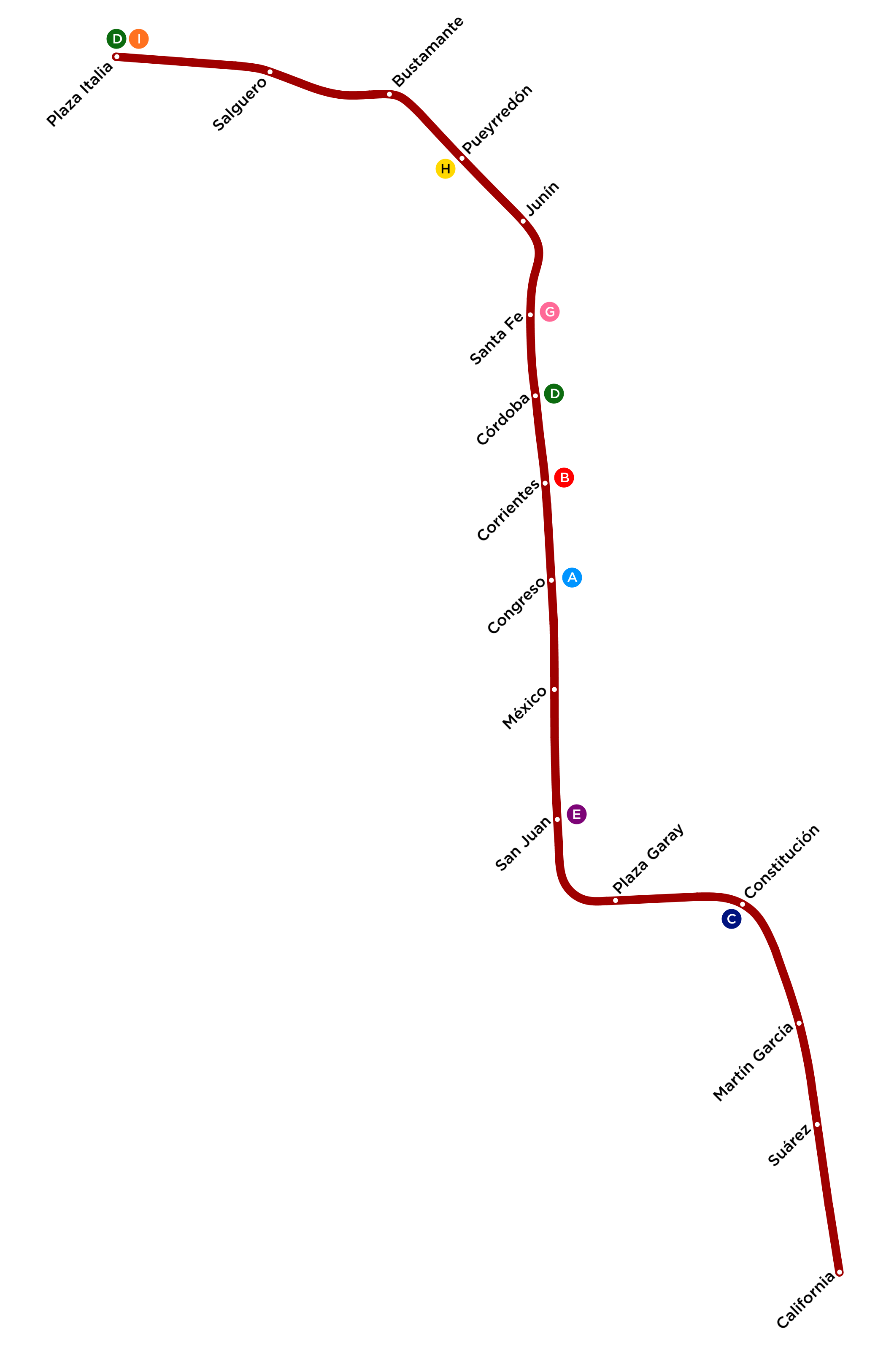
Tracé prévisionnel de la ligne F du métro de Buenos Aires

Au mois d'octobre 2017, la mairie annonce que des études de faisabilité technique et financière ont été lancées, dans le but de commencer à construire, à partir de 2020, les premiers tronçons de la ligne, pour un coût ne dépassant pas 1 milliard 50 millions de dollars.

## Description de la première étape
Elle comporte 3 sections, dont la première, radiale, draine les quartiers du nord de la ville. La seconde section est franchement transversale et devrait parcourir du nord au sud les Avenida Callao et Avenida Entre Ríos. La dernière, à nouveau radiale mais très courte (deux stations), doit aboutir à la gare Estación Constitución.
La ligne aura une correspondance avec toutes les autres lignes existantes ou prévues du réseau.

## Parcours prévu
En janvier 2011, on n'en était toujours qu'aux préliminaires du projet et, de ce fait, le tracé définitif et les stations qui le composent peuvent encore changer.
- Plaza Italia (correspondance avec la ligne  et la future ligne )
- Salguero
- Sánchez de Bustamente
- Pueyrredón (correspondance avec la ligne  en construction en 2006, à la station "Las Heras" )
- Junín
- Santa Fe (correspondance avec la future ligne , à sa future station "Callao" )
- Córdoba (correspondance avec la ligne  à sa station "Callao" )
- Corrientes (correspondance avec la ligne )
- Rivadavia (correspondance avec la ligne )
- México
- San Juan (correspondance avec la ligne )
- Sáenz Peña
- Constitución (correspondance avec la ligne )
- Martin Garcia
- Olavarria
- Barracas

Dans une deuxième phase, trois autres stations sont prévues au sud de "Constitución". La ligne se dirigera vers "Barracas", par l'axe de l'Avenida Montes de Oca, et/ou Vélez Sársfield, jusqu'à son intersection avec l'Avenida California.